# Neuss Hauptbahnhof
Neuss Hauptbahnhof ist der wichtigste Bahnhof der linksrheinischen Großstadt Neuss. Der Kreuzungsbahnhof mit Empfangsgebäude in Insellage verknüpft die linksniederrheinische Strecke (Köln–Kleve) und die Bahnstrecke Mönchengladbach–Düsseldorf sowie die Bahnstrecke Düren–Neuss und die seit 1984 in Kaarst endende Bahnstrecke Neuss–Viersen der privaten Regiobahn.
Zusammen mit den an den acht Einzelhaltestellen des Bahnhofsvorplatzes haltenden Bus- und Bahnlinien verschiedener Verkehrsgesellschaften stellt der Hauptbahnhof das Neusser Nahverkehrsdrehkreuz dar.
Der Neusser Hauptbahnhof beherbergt einige Geschäfte, beispielsweise ein Restaurant, eine Bäckerei und Presse. Im Jahr 2006 wurde er barrierefrei modernisiert, wobei u. a. zwei der vier Bahnsteige mit Aufzügen für Rollstuhlnutzer ausgestattet wurden. Im Rahmen eines zweiten Umbaus ab Mitte 2012 wurden auch die verbleibenden Bahnsteige mit Aufzügen ausgestattet.

## Geschichte
Der Neusser Hauptbahnhof wurde 1853, mit Eröffnung der Eisenbahnstrecke aus Richtung Aachen, in Betrieb genommen. Eine Eisenbahnverbindung nach Köln folgte 1855.
1875/76 wurde das zweite Bahnhofsgebäude nach Plänen des Architekten Johannes Richter in der Neubauabteilung der Rheinischen Eisenbahn-Gesellschaft in Köln errichtet. Im Zweiten Weltkrieg wurde das Gebäude zerstört. An gleicher Stelle wurde 1950 das heutige Bahnhofsgebäude errichtet. Dort wurde 2003 eine Radstation eröffnet.
Der Bahnhof wurde für den Anschluss an den S-Bahn-Verkehr 1985 (S 11) und 1988 (S 8) umfangreich umgebaut.

### Umbau

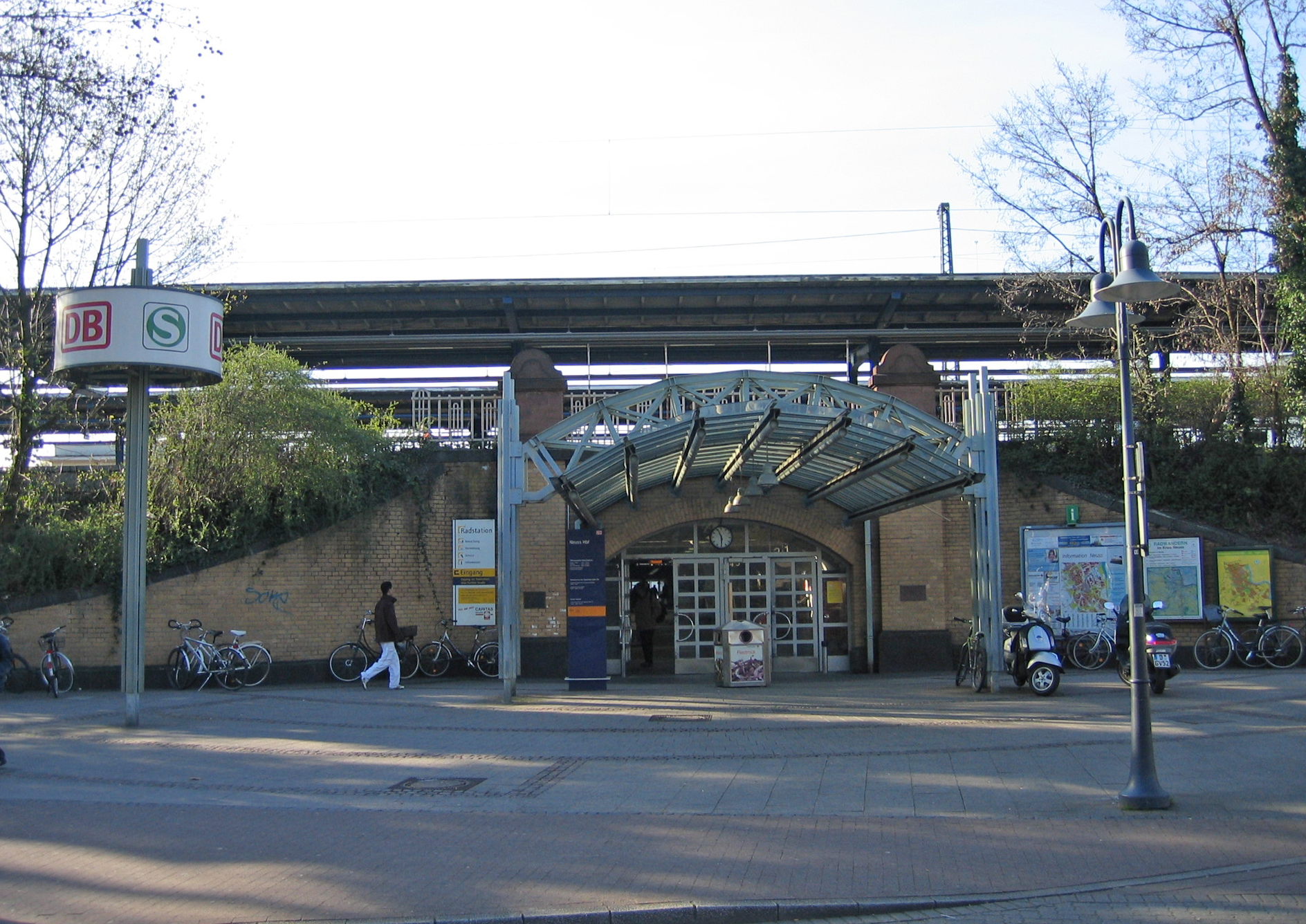
Eingangsbereich (2007), vor der Umgestaltung

Der Neusser Hauptbahnhof ist unter den sechs Bahnhöfen im Bundesgebiet, die in das Bahnhofsentwicklungsprogramm der Deutschen Bahn aufgenommen wurden. Mit der Entwicklung eines Konzeptes wurde das Planungsbüro Jaspert, Steffens, Watrin und Drehsen aus Köln beauftragt. Das Konzept entstand in enger Zusammenarbeit mit der Stadt Neuss. Schwerpunkte sind hier vor allem der Bahnhofsvorplatz, das Empfangsgebäude, die Verkehrsanlagen des Bahnhofs selber sowie sein Umfeld.
Das Konzept besteht aus acht Modulen, die jeweils unabhängig voneinander realisiert werden können. Der so genannte Masterplan NRW sieht auch den Ausbau der Schieneninfrastruktur vor. Am 11. Dezember 2008 wurde der Plan von Bahn, Bund und dem Land Nordrhein-Westfalen unterzeichnet. Der Plan für die Modernisierung wird mit 767.000 € bezuschusst. Im zweiten Schritt der Maßnahme, der Modernisierungsoffensive 2, wurde der Neusser Hauptbahnhof ab der zweiten Jahreshälfte 2012 umgebaut. Unter anderem bekamen alle Bahnsteige einen Aufzug, der Bodenbelag wurde erneuert und ein Bodenleitsystem installiert.
Am Bahnhof stehen keine ortsfesten Toiletten für Reisende zur Verfügung.

## Bedienung

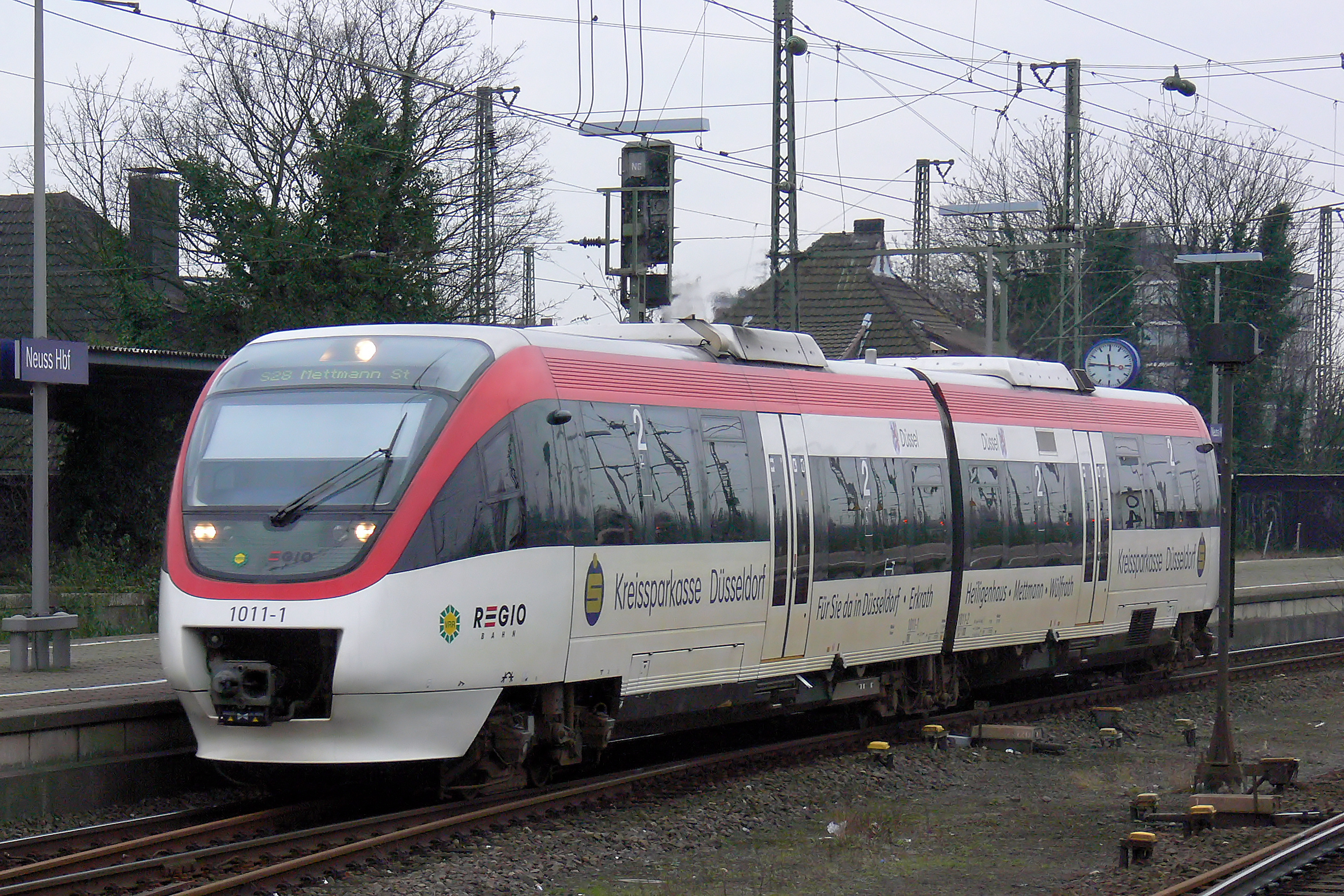
Talent der Regiobahn (S 28) in Neuss Hauptbahnhof

### Schienenpersonenfernverkehr
Seit dem Fahrplanwechsel im Dezember 2009 wird Neuss Hauptbahnhof wieder vom Schienenpersonenfernverkehr bedient.

### Schienenpersonennahverkehr
Der Bahnhof wird im Schienenpersonennahverkehr von folgenden acht Linien bedient:
| Linie      | Verlauf | Takt                                                                                         | Betreiber        |
| ---------- | --- | -------------------------------------------------------------------------------------------- | ---------------- |
| RE 4       | Wupper-Express: Aachen Hbf – Aachen Schanz – Aachen West – Herzogenrath – Kohlscheid (einzelne Züge) – Übach-Palenberg – Geilenkirchen – Lindern – Hückelhoven-Baal – Erkelenz – Rheydt Hbf – Mönchengladbach Hbf – Neuss Hbf – Düsseldorf-Bilk – Düsseldorf Hbf – Wuppertal-Vohwinkel – Wuppertal Hbf – Wuppertal-Barmen – Wuppertal-Oberbarmen – Schwelm – Ennepetal (Gevelsberg) – Hagen Hbf – Wetter (Ruhr) – Witten Hbf – Dortmund Hbf Stand: Fahrplanwechsel Dezember 2023 | 60 min                                                                                       | National Express |
| RE 6 (RRX) | Rhein-Weser-Express: Köln/Bonn Flughafen – Köln Hbf – Dormagen – Neuss Hbf – Düsseldorf-Bilk – Düsseldorf Hbf – Düsseldorf Flughafen – Duisburg Hbf – Mülheim (Ruhr) Hbf – Essen Hbf – Wattenscheid – Bochum Hbf – Dortmund Hbf – Kamen – Hamm (Westf) Hbf – Heessen – Ahlen (Westf) – Beckum-Neubeckum – Oelde – Rheda-Wiedenbrück – Gütersloh Hbf – Bielefeld Hbf – Herford – Löhne (Westf) – Bad Oeynhausen – Porta Westfalica – Minden (Westf) Stand: Fahrplanwechsel Dezember 2023 | 60 min                                                                                       | National Express |
| RE 7       | Rhein-Münsterland-Express: Rheine – Emsdetten – Greven – Münster Hbf – Münster-Hiltrup – Drensteinfurt – Hamm (Westf) Hbf – Bönen – Unna – Holzwickede – Schwerte – Hagen Hbf – Ennepetal (Gevelsberg) – Schwelm – Wuppertal-Oberbarmen – Wuppertal Hbf – Solingen Hbf – Opladen – Köln Messe/Deutz – Köln Hbf – Dormagen – Neuss Hbf – Meerbusch-Osterath – Krefeld-Oppum – Krefeld Hbf Stand: Fahrplanwechsel Dezember 2023 | 60 min                                                                                       | National Express |
| RE 13      | Maas-Wupper-Express: Venlo – Kaldenkirchen – Breyell – Boisheim – Dülken – Viersen – Mönchengladbach Hbf – Neuss Hbf – Düsseldorf-Bilk – Düsseldorf Hbf – Wuppertal-Vohwinkel – Wuppertal Hbf – Wuppertal-Barmen – Wuppertal-Oberbarmen – Schwelm – Ennepetal (Gevelsberg) – Hagen Hbf – Schwerte (Ruhr) – Holzwickede – Unna – Bönen – Hamm (Westf) Hbf Stand: Fahrplanwechsel Dezember 2023 | 60 min                                                                                       | eurobahn         |
| RB 37      | Niers-Erft-Bahn: Krefeld Hbf – Krefeld-Oppum – Meerbusch-Osterath – Neuss Hbf Stand: 8. Januar 2024 | 60 min (wochentags)                                                                          | TRI Train Rental |
| RB 39      | Düssel-Erft-Bahn: (Düsseldorf Hbf – Düsseldorf-Bilk –)* Neuss Hbf – Holzheim (b. Neuss) – Kapellen-Wevelinghoven – Grevenbroich – Gustorf – Frimmersdorf – Bedburg (Erft) * nur wochentags sowie am Wochenende in Tagesrandlage Stand: Fahrplanwechsel Dezember 2021 | 60 min 30 min (Neuss–Grevenbroich wochentags)                                                | Vias Rail        |
| S 8        | Hagen Hbf – HA-Wehringhausen – HA-Heubing – HA-Westerbauer – Gevelsberg-Knapp – Gevelsberg Hbf – Gevelsberg-Kipp – Gevelsberg West – Schwelm – Schwelm West – W-Langerfeld – W-Oberbarmen – W-Barmen – W-Unterbarmen – Wuppertal Hbf – W-Steinbeck – W-Zoologischer Garten – W-Sonnborn – W-Vohwinkel – Haan-Gruiten – Hochdahl-Millrath – Hochdahl – Erkrath – D-Gerresheim – D-Flingern – Düsseldorf Hbf – D-Friedrichstadt – D-Bilk – D-Völklinger Straße – D-Hamm – NE Rheinpark-Center – NE Am Kaiser – Neuss Hbf – Büttgen – Kleinenbroich – Korschenbroich – MG-Lürrip – Mönchengladbach Hbf Stand: Fahrplanwechsel Dezember 2023 | 30 min 60 min (Hagen–Oberbarmen) 20 min (Oberbarmen–M’gladbach wochentags)                   | DB Regio         |
| S 11       | D-Flughafen Terminal – D-Unterrath – D-Derendorf – D-Zoo – D-Wehrhahn – Düsseldorf Hbf – D-Friedrichstadt – D-Bilk – D-Völklinger Straße – D-Hamm – NE Rheinparkcenter – NE Am Kaiser – Neuss Hbf – Neuss Süd – Norf – NE-Allerheiligen – Nievenheim – Dormagen – Dormagen-Chempark – Köln-Worringen – K-Blumenberg – K-Chorweiler Nord – K-Chorweiler – K-Volkhovener Weg – K-Longerich – K-Geldernstraße/Parkgürtel – K-Nippes – K-Hansaring – Köln Hbf – K-Messe/Deutz – K-Buchforst – K-Mülheim – K-Holweide – K-Dellbrück – Duckterath – Bergisch Gladbach Stand: Fahrplanwechsel Dezember 2023                                     | 20 min                                                                                       | DB Regio NRW     |
| S 28       | Kaarster See – Kaarster Bahnhof – Kaarst Mitte/Holzbüttgen – IKEA Kaarst – Neuss Hbf – NE Am Kaiser – NE Rheinpark-Center – D-Hamm – D-Völklinger Straße – D-Bilk – D-Friedrichstadt – Düsseldorf Hbf – D-Flingern – D-Gerresheim – Erkrath Nord – Neanderthal – Mettmann Zentrum – Mettmann Stadtwald – Hahnenfurth-Düssel – W-Vohwinkel – W-Zoologischer Garten – W-Steinbeck – Wuppertal Hbf Stand: Fahrplanwechsel Dezember 2023 | 20 min (wochentags) 20/40 min (Mettmann–Wuppertal wochentags) 30 min (Wochenenden/Feiertage) | Regiobahn        |

Der Bahnhof liegt im Verbundgebiet des Verkehrsverbundes Rhein-Ruhr.

### Bahnsteigbelegung
In der Regel halten die Regionalverkehrslinien wie folgt auf den Bahnsteiggleisen:
| Gleis                                 | Linie                    | Verwendung                                    | Richtung   |
| ------------------------------------- | ------------------------ | --------------------------------------------- | ---------- |
| Bahnsteige südlich des Inselgebäudes  |                          |                                               |            |
| 1                                     | RE 6 RE 7                | nach Düsseldorf und Krefeld                   | Ost / Nord |
| 2                                     | RB 39                    | nach Düsseldorf                               | Ost        |
| 3                                     | RB 39                    | nach Bedburg (über Grevenbroich)              | Südwest    |
| 4                                     | RE 6 RE 7 RB 37          | nach Köln (über Dormagen) von/nach Krefeld    | Süd/Nord   |
| Bahnsteige nördlich des Inselgebäudes |                          |                                               |            |
| 5/6                                   | RE 4 RE 13 S 8 S 11 S 28 | nach Düsseldorf                               | Ost        |
| 7/8                                   | RE 4 RE 13 S 8 S 11 S 28 | nach Mönchengladbach und Kaarst Richtung Köln | West Süd   |
| 8                                     | 846                      | nach Mönchengladbach Hbf                      | West       |

### Öffentlicher Personennahverkehr
Die Haltestellen des öffentlichen Personennahverkehrs am Neusser Hauptbahnhof werden von zwölf Buslinien, sechs Nachtexpresslinien, einer Straßenbahnlinie und einer Stadtbahnlinie angefahren.
| Linie | Linienverlauf | Takt                                                                                |
| ----- | --- | ----------------------------------------------------------------------------------- |
|       | Neuss Hbf – Blücherstraße – NE Am Kaiser – D-Heerdt, Vogesenstraße – Handweiser – Aldekerkstraße – Heesenstraße – Nikolaus-Knopp-Platz – Dominikus-Krankenhaus – Drusustraße – Belsenplatz – Barbarossaplatz – Luegplatz – Tonhalle/Ehrenhof – U Heinrich-Heine-Allee – U Steinstraße/Königsallee – U Oststraße – U Düsseldorf Hbf – U Handelszentrum/Moskauer Straße – U Kettwiger Straße – Ronsdorfer Straße – Lierenfeld, Betriebshof – Schlesische Straße – Jägerstraße – D-Eller Mitte – Alt Eller – D-Eller, Vennhauser Allee Hochflurbetrieb der Rheinbahn; Linie gehört zum Düsseldorfer Nachtnetz; Abweichender Takt: Mo–Fr 21–0 Uhr, Sa 7–9, So 8–20 Uhr alle 15 min; So 5–9 Uhr alle 30 min | 10 min                                                                              |
| 709   | Gerresheim, Krankenhaus 1 – Auf der Hardt/LVR-Klinikum – Staufenplatz 2 – Schlüterstraße/Arbeitsagentur – Flingern – Flingern-Nord, Birkenstraße – Stadtmitte, Worringer Platz – Düsseldorf Hbf – Stadtmitte, Berliner Allee3 – Graf-Adolf-Platz – Landtag/Kniebrücke – Unterbilk, Stadttor – Unterbilk, Bilker Kirche – D-Völklinger Straße 4 – Südfriedhof5 – Düsseldorf, Josef-Kardinal-Frings-Brücke – Neuss, Rheinpark-Center Süd – Neuss Stadthalle/Museum6 – Neuss, Markt – Neuss Hbf – Neuss, Theodor-Heuss-Platz7 Betrieb im Standardtakt der Düsseldorfer Straßenbahnen mit folgenden Abweichungen: während der HVZ im Abschnitt 2–5 alle 5 min; Sa 10–20 Uhr im Abschnitt 1–6 alle 10 min und Abschnitt 6–7 kein Betrieb; Mo–So ab 21 Uhr Abschnitt 6–7 alle 30 min; weitere Haltestellen in allen Abschnitten, aber alle Umsteigehaltestellen sind aufgeführt. | 10 min                                                                              |
| 828   | Oberkassel, Belsenplatz – Niederkasseler Kirchweg – Am Seestern – Lörick, Lohweg – Löricker Straße – Heerdt, Nikolaus-Knoop-Platz – Büderich, Hoxdelle – Deutsches Eck – Lorzingstraße – Christuskirche – Büderich Süd, Am Wildpfad – Neuss-Vogelsang, Am Strauchbusch – Gladbacher Straße (Römerstraße, 150 m) – Weißenberg, Im Tal – Neuss Hbf – Neuss Stadthalle Mo–Fr 6–20 Uhr, Sa 6–19 Uhr und So 13–19 Uhr alle 60 min; weitere Haltestellen auf der gesamten Strecke | 20 min                                                                              |
| 830   | Meerbusch-Lank, Kirche – Lank, Hauptstraße – Auf der Gath – Meerbusch Haus Meer – Meerbusch-Büderich – Düsseldorf-Heerdt – Neuss Am Kaiser – Neuss Hbf – Neuss, Stadthalle | 60 min                                                                              |
| 841   | Rosellerheide – Norf – Gnadental – Stadthalle – Neuss Hauptbahnhof – Neusserfurth – Handweiser | 30 min (HVZ: 20 min)                                                                |
| 842   | Rheinparkcenter – Hafen – Neuss Hauptbahnhof – Lukaskrankenhaus | 30 min                                                                              |
| 843   | Grefrath – Skihalle – Holzheim – Reuschenberg – Neuss Süd – Neuss Hauptbahnhof – Neusserfurth | 30 min                                                                              |
| 844   | Hoisten – Weckhoven – Reuschenberg – Neuss Süd – Neuss Hauptbahnhof – Neusserfurth | 30 min                                                                              |
| 848   | Johanna-Etienne-Krankenhaus – Neuss Hauptbahnhof – Schulzentrum – Lukaskrankenhaus | 20 min                                                                              |
| 849   | Erftal – Gnadental – Stadthalle – Neuss Hauptbahnhof – Lukaskrankenhaus | 20 min                                                                              |
| 851   | Uedesheim – Grimlinghausen – Gnadental – Stadthalle – Neuss Hauptbahnhof – Neusserfurth – Kaarst | 30 min                                                                              |
| 852   | Norf – Grimlinghausen – Stadthalle – Neuss Hauptbahnhof – Neusserfurth – Kaarst | 30 min                                                                              |
| 854   | Weckhoven – Selikum – Gnadental – Stadthalle – Neuss Hauptbahnhof – Weißenberg – Vogelsang | 15 min                                                                              |
| 857T  | Neuss Hauptbahnhof – Bauerbahn |                                                                                     |
| NE 1  | Neuss Hauptbahnhof – Stadthalle – Alexianerplatz – Gnadental – Grimlinghausen – Neuss Wehl – Neuss Speck | In den Nächten vor Sams-, Sonn- und Feiertagen drei stündliche Fahrten ab ca. 1 Uhr |
| NE 2  | Neuss Hauptbahnhof – Pomona – Reuschenberg – Holzheim – Grefrath Stephanusstraße | In den Nächten vor Sams-, Sonn- und Feiertagen drei stündliche Fahrten ab ca. 1 Uhr |
| NE 3  | Grefrath Stephanusstraße – Holzheim – Reuschenberg – Pomona – Neuss Hauptbahnhof – Vogelsang – Böhmerstr. | In den Nächten vor Sams-, Sonn- und Feiertagen drei stündliche Fahrten ab ca. 1 Uhr |
| NE 4  | Stadthalle – Neuss Hauptbahnhof – Neusserfurth – Kaarst Maubisstr. | In den Nächten vor Sams-, Sonn- und Feiertagen drei stündliche Fahrten ab ca. 1 Uhr |
| NE 5  | Neuss Hauptbahnhof – Stadthalle – Alexianerplatz – Gnadental – Grimlinghausen – Taubental – Neuss-Uedesheim Deichstraße | In den Nächten vor Sams-, Sonn- und Feiertagen drei stündliche Fahrten ab ca. 1 Uhr |
| NE 6  | Neuss Hauptbahnhof – Stadthalle – Alexianerplatz – Gnadental – Reuschenberg – Weckhoven – Hoisten Schleife | In den Nächten vor Sams-, Sonn- und Feiertagen drei stündliche Fahrten ab ca. 1 Uhr |

1. ↑  Die Haltestelle „Neuss Theodor-Heuss-Platz“ beschreibt die Straßenbahnwendeschleife am Hauptbahnhof. Haltestellenplan Neuss Hauptbahnhof